# Crocus boulosii
Crocus boulosii là một loài thực vật có hoa trong họ Diên vĩ. Loài này được Greuter miêu tả khoa học đầu tiên năm 1968.